# 威瑪+

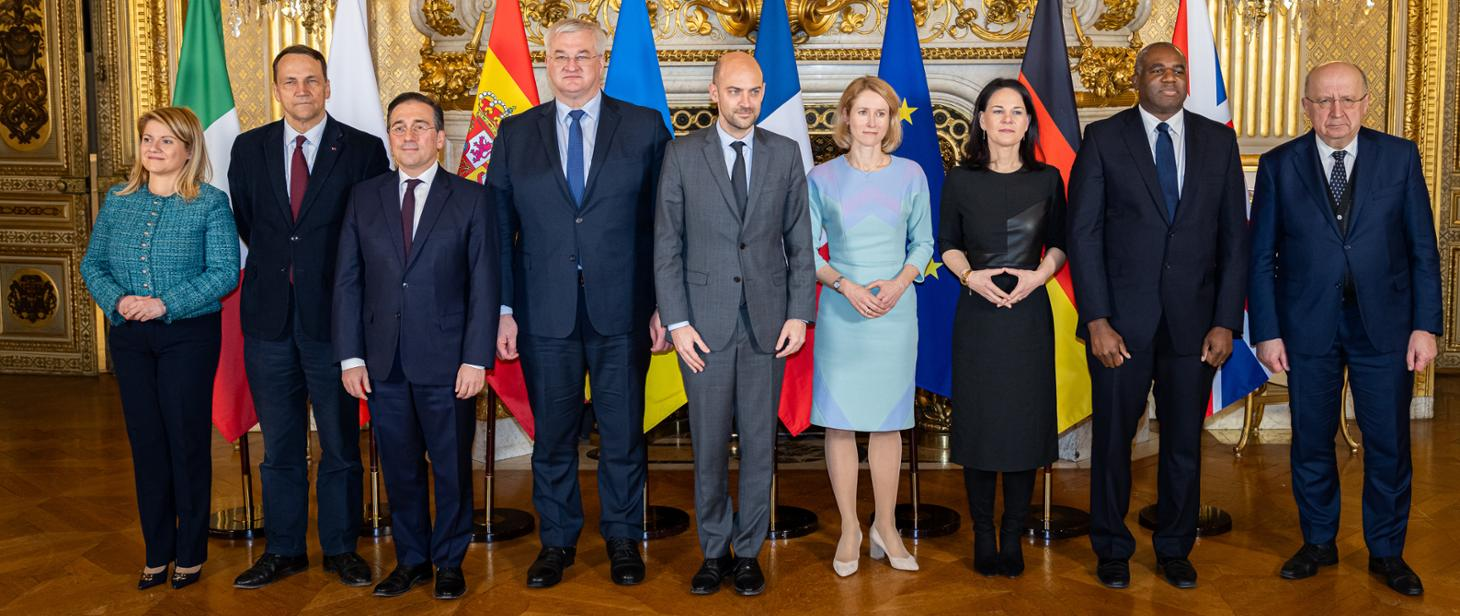
威瑪+

威瑪+（Weimar+）是於2025年2月成立的歐洲外交和地緣政治聯盟，在原有法國、德國和波蘭的威瑪三角地區聯盟的基礎上擴大範圍，吸收其他歐洲主要大國。組織成立的初衷是為了應對美國對正在進行的俄烏戰爭以及特朗普政府的跨大西洋安全架構的政策轉變，尤其是美國總統特朗普與俄羅斯總統普京的電話交談中將歐洲排除在烏克蘭相關談判之外。組織廣泛提倡獨立於美國的歐洲主權和地緣政治影響力，特別是在繼續援助烏克蘭和可能共同增加國家軍費開支方面。

## 歷史
魏瑪+是在威瑪三角組織的基礎上擴大而成立，成員國包括威瑪三角成員、英國、西班牙、意大利和歐盟委員會，由各國外交部長擔任主要代表。   
組織於2025年2月12日在巴黎舉行緊急成立會議，旨在回應美國主導的有關俄烏戰爭的和平倡議的快速發展，主要是美國總統特朗普前一日與俄羅斯總統普京的电话交谈。法國外交部長巴羅在緊急成立會議中表示，沒有歐洲的參與，「烏克蘭就不會有公正和持久的和平」。 西班牙外交、歐盟暨合作部長阿爾瓦雷斯表示，歐洲各國政府需要團結起來，維護烏克蘭在談判中的立場。 
會議結束後，各國首次以「威瑪+」的名義發表公開聲明，直接回應美國特朗普總統堅持認為歐洲和烏克蘭代表都不會參與結束衝突的談判。 聲明重申，無論有沒有美國參與，歐洲都將繼續支持烏克蘭，直到實現「公正、全面和持久的和平」。各國特別強調，任何和平協議都必須保護烏克蘭和更廣泛的歐洲安全利益，任何有關烏克蘭未來的談判進程都需要歐洲參與，而且談判必須讓烏克蘭「處於強勢地位」。聲明提到歐洲國家增加軍費開支的可能性，以促進歐洲作為一個能夠在地緣政治上獨立於美國強國的主權地位。 
2月15日，法國總統马克龙宣佈將於2025年2月17日在威瑪+的框架下舉行緊急高級別外交峰會。緊急峰會是在美國副總統萬斯在第61届慕尼黑安全會議上發表有爭議的講話後安排，萬斯指責歐洲領導人民主倒退，限制言論自由，主要涉及2024年羅馬尼亞總統選舉作廢、加強社交媒體監管，以及與墮胎相關的安全通道區和對宗教言論的起訴。 希臘總理米佐塔基斯表示，「威瑪+」峰會標誌著歐洲在美國地緣政治利益下運作的「純真時代」已結束，也是歐洲在統一框架下迅速優先考慮自身「戰略自主」的機會，同意與組織的代表進行溝通。 

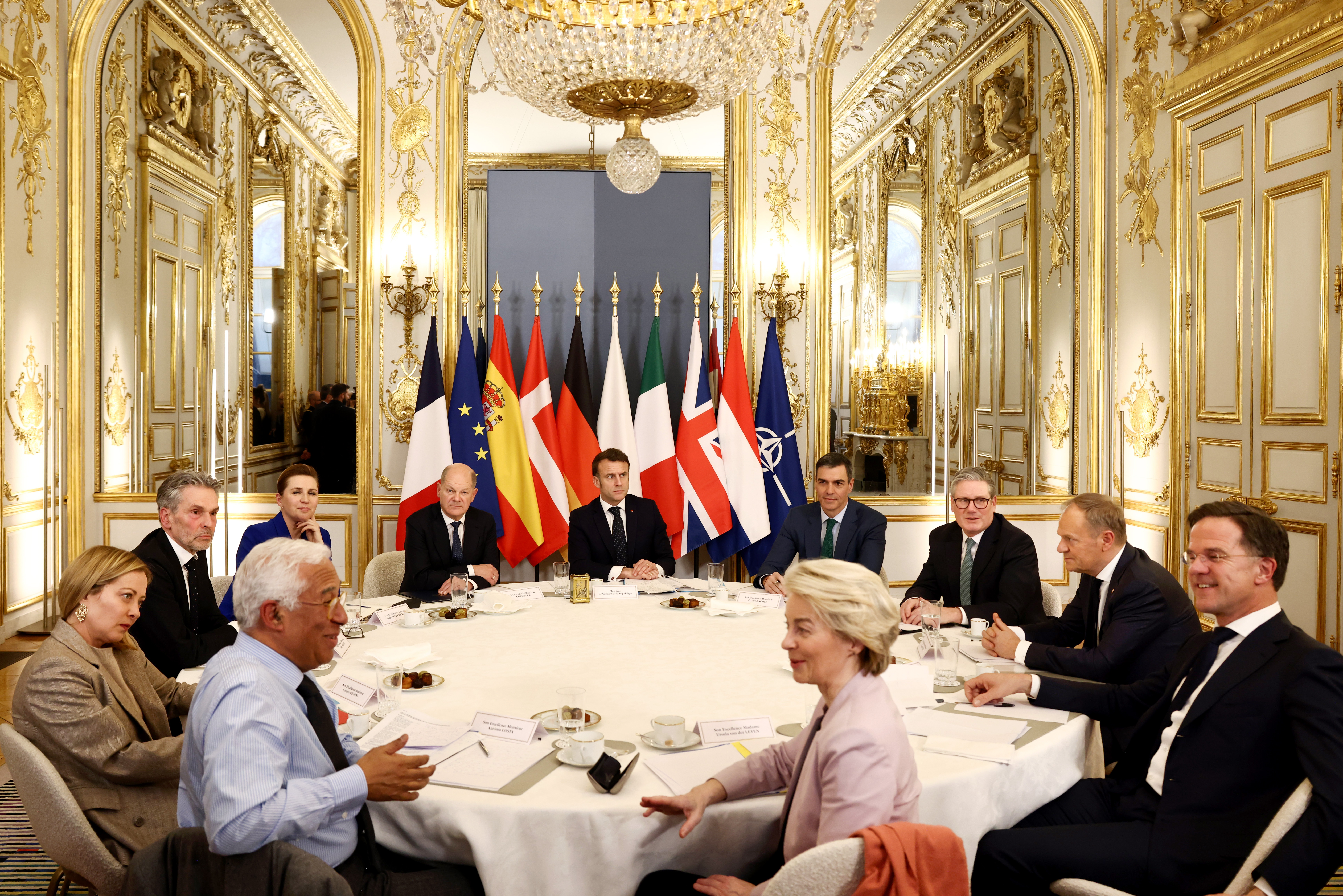
英法德意等多國領導人在巴黎參與緊急會議

2月17日法國總統馬克龍就美俄雙方開始對有關烏克蘭議題進行談判召開緊急會議，德國總理朔爾茲、意大利總理梅洛尼、西班牙首相桑切斯、英國首相施紀賢、波蘭總理圖斯克、丹麥首相弗雷澤里克森、荷蘭首相斯霍夫、北約秘書長呂特、歐盟委員會主席馮德萊恩以及歐洲理事會主席科斯塔應邀出席會議。馬克龍重申對烏克蘭提供強而有力的安全保證的必要性，並警告沒有安全保證的停火可能會像失敗的明斯克協議一樣崩潰。歐洲有責任加強自身安全，歐洲人必須更好地、更多地共同投資於安全和國防。強調與美國和烏克蘭密切協調在形成可持續安全框架方面的重要性。將與所有歐洲人、美國人和烏克蘭人一起努力解決這個問題。英國首相施紀賢呼籲美國總統特朗普將為擬議在烏克蘭的歐洲維和部隊提供美國軍事支援，認為只有美國的安全保證才能阻止俄羅斯發動進一步的侵略。北約秘書長呂特表示，歐洲已準備好並願意在烏克蘭提供安全保障方面發揮領導作用。